# Bruno Fornaroli
Bruno Fornaroli Mezza, mais conhecido como Fornaroli (Salto, 7 de setembro de 1987), é um futebolista uruguaio naturalizado australiano que atua como atacante. Atualmente, joga pelo Melbourne Victory.

## Carreira
Fornaroli começou sua carreira nas categorias de base do Nacional de Montevidéu. No torneio Apertura de 2007, ele se destacou, marcando cinco gols e sendo o goleador do seu time. A sua ajuda foi fundamental para que o Nacional se recuperasse do seu mau momento. Esse jovem jogador entrou no coração da torcida Tricolor no verão de 2008, nos clássicos amistosos disputados contra o rival Peñarol. No primeiro clássico, ele fez o terceiro gol do 3 a 0 contra o time amarelo e preto. No segundo clássico, ele marcou um gol por cobertura de fora da área; Fornaroli ainda marcou mais um e o Nacional venceu por 2 a 1.
Em julho de 2008, após ter propostas de muitos times europeus, Bruno acabou assinando com a Sampdoria.
Em fevereiro de 2009, Bruno foi emprestado ao San Lorenzo, por seis meses.
Ainda no mesmo ano, o jogador acertou novo empréstimo, desta vez com o Recreativo Huelva, da Espanha.
Em 2011, foi emprestado ao Nacional e ainda em 2001 retornou a Sampdoria. Em 2012, acertou com o Panathinaikos.

## Seleção Nacional
Representou a Seleção Uruguaia nas categorias de base.
Nascido no Uruguai, se naturalizou australiano em 2020 e foi convocado para as partidas válidas pelas Eliminatorias da Copa do Mundo de 2022 contra o Japão e Arábia Saudita.

## Títulos
Nacional
- Campeonato Uruguaio: 2010–11

Danubio
- Campeonato Uruguaio: 2013–14

Melbourne City
- Copa da Austrália: 2016